# Паддингтон (вокзал)

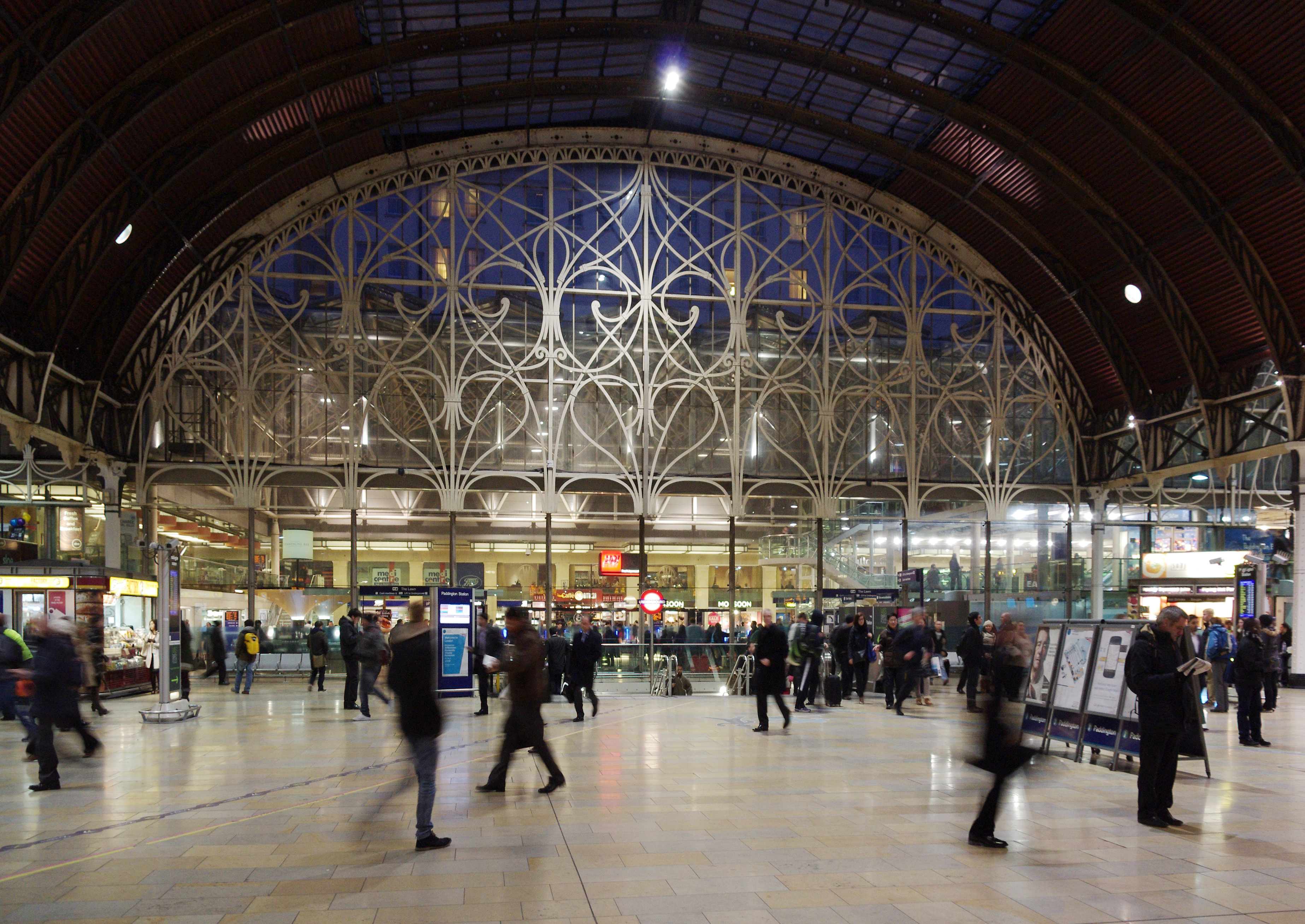
Вокзал Паддингтон

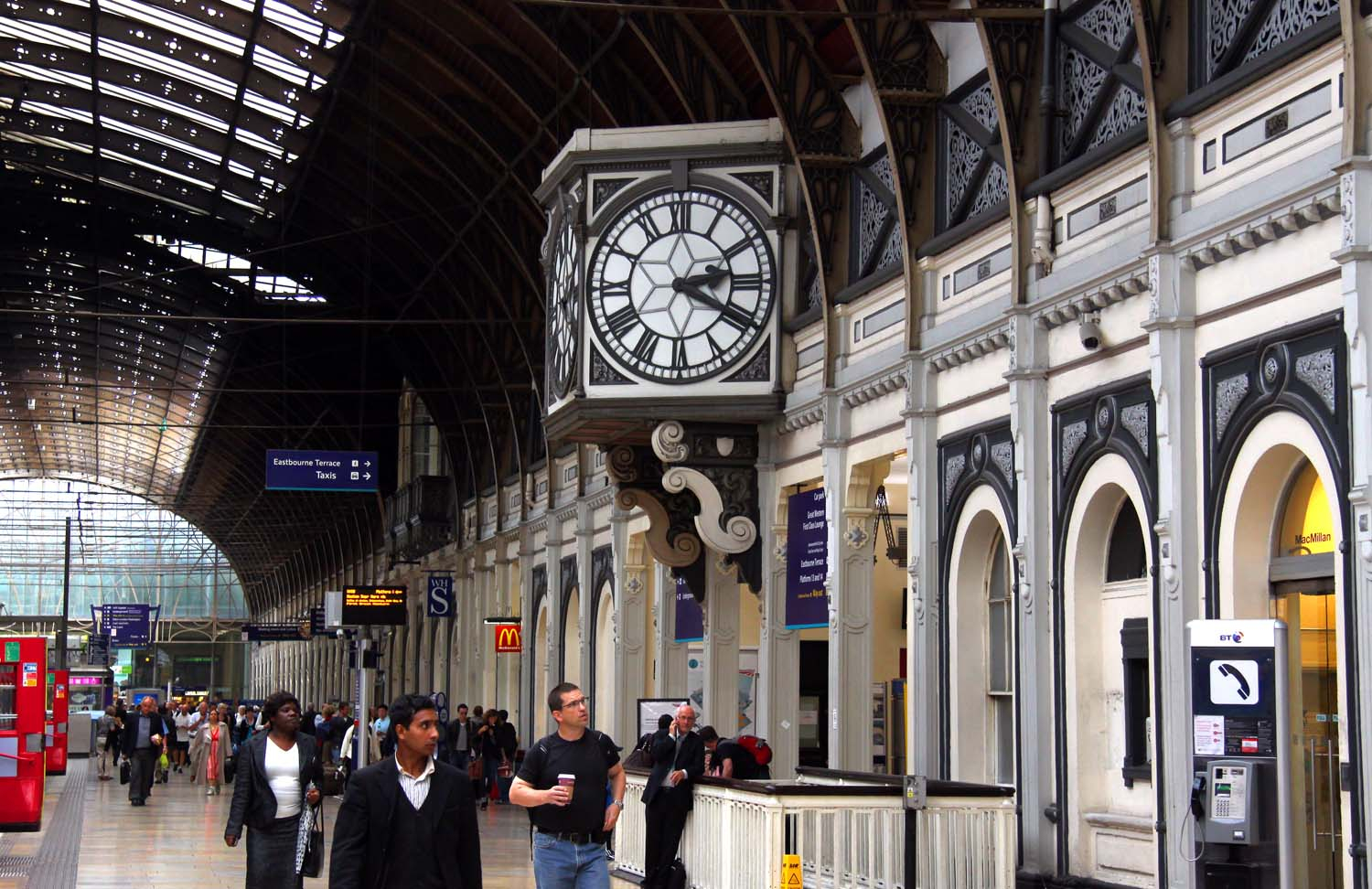
Старинные часы на платформе

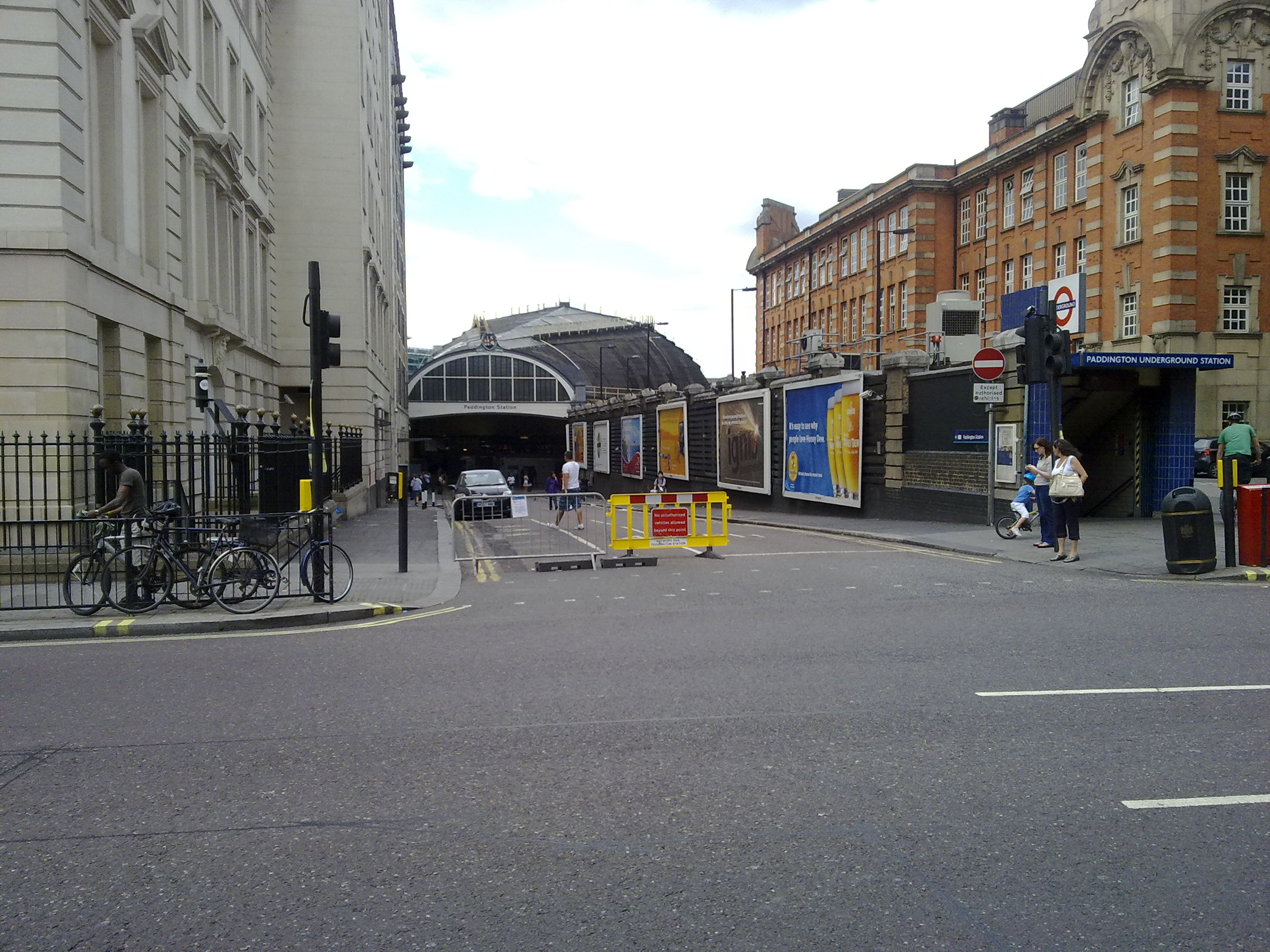
Вход с улицы

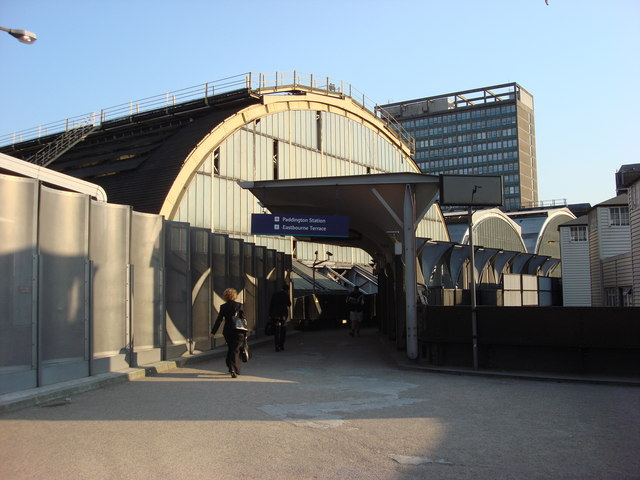
Вход со двора

Ло́ндон-Па́ддингтон (англ. London Paddington station) — крупнейший железнодорожный узел в одноимённом районе округа Вестминстер в северо-западной части Лондона. Отсюда отправляются поезда на запад Великобритании — в Бат, Бристоль, Уэльс, а также к аэропорту Хитроу.
Здание вокзала — выдающийся памятник ранней индустриальной архитектуры, совместная работа архитекторов-инженеров Изамбарда Кингдома Брюнеля, Оуэна Джонса и М. Д. Уайетта 1854); модернизирован в 1906—1915 и в 2000-х годах.
Историческое здание Паддингтонского вокзала было построено для обслуживания Большой западной железной дороги (Great Western Railway, GWR) и обслуживает поезда с 1838 года. Большая часть современного здания вокзала была построена в 1854 году по проекту Брюнеля. Первый поезд метро в мире прибыл на станцию в 1863 году, когда открылась первая линия лондонской подземки «Метрополитен рейлуэй». Несмотря на то, что здание вокзала представляет собой памятник архитектуры, комплекс неоднократно модернизировался и перестраивался, в последний раз в связи с открытием прямого железнодорожного сообщения с аэропортом Хитроу.
Перед вокзалом расположена пересадочная станция метро Паддингтон, одна из крупнейших станций лондонского метрополитена.

## Местоположение
Вокзальный комплекс расположен вдали от оживлённых транспортных магистралей. Прямо перед вокзалом проходит небольшая улочка Прайд-стрит (англ. Praed Street), а позади него небольшой район под названием Бишопс-бридж, давший когда-то название первой железнодорожной станции в этом районе. Выходя с вокзала в этом месте, пассажиры попадают на улочку Бишопс-бридж-роуд. Последняя пересекает привокзальную площадь. С восточной стороны вокзал прикрывает Истбурн-террас, расположенная на берегу Паддингтонского рукава знаменитого канала Гранд-Юнион.
Район, в котором расположен вокзал Паддингтон известен своими многочисленными отелями. В последнее время здесь стала также появляться и административно-офисная застройка.
- Паддингтон Уотерсайд (Paddington Waterside[англ.]) — развитый район (размером почти с Сохо) вокруг вокзала Паддингтон, создан в период с 1998 по 2018 год.

## Железнодорожный вокзал
Официальное название железнодорожного вокзала — Лондон Паддингтон (англ. London Paddington) — используется, в основном, за пределами Лондона. Сегодня это седьмой по загруженности британский железнодорожный вокзал и одна из семнадцати станций, управляемых компанией Network Rail.
Паддингтонский вокзал относится к первой транспортной зоне.

### История станции
Первой станцией, построенной в данном районе, была временная конечная остановка поездов, следовавших по «Большой западной железной дороге», построенная на восточной стороне улицы Бишопс-бридж-роуд. Первый поезд из Лондона в Тейплоу, Мэйденхед, отправился от Паддингтонского вокзала в 1838 году. После постройки основного здания вокзала в 1854 году, Паддингтон начинает играть роль важного депо для приёма и разгрузки товарных составов.
Архитектором, построившим основное здание вокзала стал Изамбард Кингдом Брюнель. Большую часть внутреннего пространства и несущих конструкций станции разрабатывали Оуэн Джонс и М. Д. Уайетт.

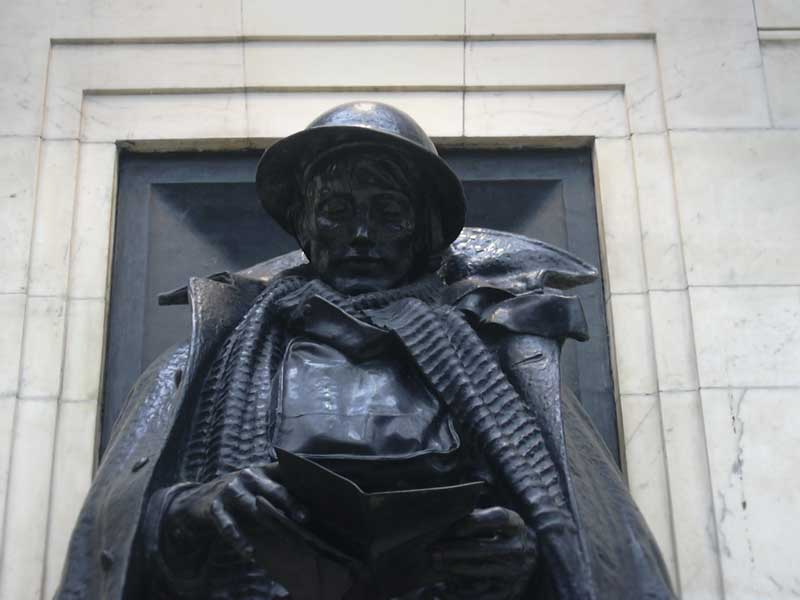
Памятник павшим воинам-железнодорожникам

В 1922 году на вокзале был открыт памятник воинам-железнодорожникам данной железной дороги, павшим во время Первой мировой войны (Great Western Railway War Memorial).
Бронзовый памятник, установленный на платформе № 1, изображает солдата, читающего полученное из дома письмо.
Конструкции времён постройки вокзала были обнаружены не так давно в северной части вокзала. При разборке относительно недавней кирпичной кладки под путями были обнаружены металлические конструкции моста, по которому тогда проходила через канал улица Бишопс-бридж-роуд.

### Вокзал сегодня
Сегодня комплекс Паддингтонского вокзала состоит из 14 посадочных платформ (с 1 по 14 с запада на восток). Платформы 1 — 8 расположены на месте трёх первых платформ вокзала, построенных ещё в 1854 году, платформы с 9 по 12 — на месте пристроенной позднее четвёртой. Платформы 13 и 14 расположены в том месте, где располагалась станция метро Бишопс-бридж — первая станция построенной в 1863 году подземной железной дороги. В непосредственной близости расположены две отдельные платформы, соответственно 15 и 16, для приёма поездов, следующих по линии метро Хаммерсмит-энд-Сити.
Платформы 6 и 7 принимают поезда-экспрессы из аэропорта Хитроу (т. н. Хитроу-экспресс), в то время как платформы 13 и 14 используются исключительно для отправления пригородных поездов.
Все остальные платформы могут быть использованы для отправления поездов в любом направлении. Однако, как правило, поезда дальнего следования отправляются с западных платформ, а пригородные (включая ещё один маршрут в аэропорт Хитроу — Хитроу-Коннект) — с восточных.
С Паддингтонского вокзала отправляются поезда дальнего следования на Бристоль, Бат, Вустер, Херфорд, Ньюпорт, Кардифф и Суонси в Южном Уэльсе.
Со станции также отправляются пригородные поезда, обслуживающие западные пригороды Лондона. Все перечисленные поезда относятся к компании First Great Western.
С вокзала отправляются два вида поездов на аэропорт Хитроу: Хитроу Экспресс (следующий до аэропорта без остановок) и Хитроу Коннект (Heathrow Connect), следующий по тому же маршруту, но с некоторыми остановками.
На Паддингтонский вокзал также прибывают поезда компании Chiltern Railways, следующие по маршруту Бирмингем—Лондон Марилебон, когда последняя бывает закрыта на техническое обслуживание.
Ранее с Паддингтона также ходили поезда на северо-запад Англии и в Шотландию, но после перевода в 2002 году на другие вокзалы данное сообщение прекращено.

## В культуре
Фигурирует в романе Агаты Кристи «В 4.50 из Паддингтона», в серии детских рассказов о медвежонке по имени Паддингтон (англ. Paddington Bear).